# Llavorsí
Llavorsí és una vila i municipi de la comarca del Pallars Sobirà. És dels pocs municipis de la comarca que no s'ha incorporat a un altre municipi així com tampoc s'ha incorporat cap altre en el seu. Comprèn tres entitats municipals descentralitzades: Arestui, Baiasca i Montenartró. Fins a mitjan segle xix es denominava Llaborsí.
La vila de Llavorsí (276 h el 2020) és situada a 811 m d'altitud, a la dreta de la Noguera Pallaresa, a la confluència amb la Noguera de Cardós, en un lloc on la vall és estreta i voltada de muntanyam que cau abruptament sobre la població. A Llavorsí, la Noguera Pallaresa canvia de direcció: hi arriba procedint del nord-oest i se'n va girant cap al sud-oest), alhora que abandona la Vall d'Àneu, de força entrada, per entrar en un tram del curs del riu caracteritzat per l'estretor de la vall i els forts pendissos que l'emmarquen.

## Geografia
- Llista de topònims de Llavorsí (Orografia: muntanyes, serres, collades, indrets..; hidrografia: rius, fonts...; edificis: cases, masies, esglésies, etc).

El terme de Llavorsí, de 68,51 km² d'extensió, es vertebra a l'entorn de la Noguera Pallaresa, que marca un pronunciat revolt a la població mateixa, un tram curt de la vall final de la Noguera de Cardós, la quasi totalitat de la vall del riu de Baiasca, al nord-oest del terme i una part de la vall del riu de Santa Magdalena. Llavorsí queda al nord de la comarca, però en aquest àmbit és el municipi de més al sud, ja connectant amb el centre de la comarca. Limita al nord-oest amb la Guingueta d'Àneu, al nord-est amb la Vall de Cardós, a llevant amb Tírvia i Farrera, al sud-est amb les Valls d'Aguilar, de la veïna comarca de l'Alt Urgell, a migdia amb Soriguera, al sud-oest i oest amb Rialb.
Madoz esmenta al segle xix que és una localitat amb ajuntament situada en la canal de la Noguera Pallaresa i la Noguera de Cardós, a la confluència dels dos rius, envoltada de muntanyes altíssimes, i la combaten els vents del nord i del sud. És en lloc fred en excés. Tenia en aquell moment 50 cases, inclosa la Casa de la Vila, amb una font per al consum dels veïns i l'església parroquial de Santa Anna, servida per un rector ordinari. Les terres són fluixes, pedregoses i muntanyoses, amb muntanyes molt altes en totes direccions, però absolutament despoblades. S'hi collia ordi, patates i herba. S'hi criava bestiar vacum, de llana i cabres. Hi havia caça de perdius i pesca de truites. L'única indústria era una farga que es proveïa de ferro d'Ainet de Vallferrera. Comptava amb 30 veïns (caps de casa) i 180 ànimes (habitants).

### Entitats de població
| Entitat de població     | Habitants (2024) |
| Llavorsí                | 245              |
| Montenartró             | 22               |
| Baiasca                 | 21               |
| Arestui                 | 21               |
| Aidí                    | 15               |
| Romadriu                | 11               |
| Sant Romà de Tavernoles | 1                |
| Font: Idescat           |                  |

### Demografia
| 1497 f | 1515 f | 1553 f | 1717 | 1787 | 1857 | 1877 | 1887 | 1900 | 1910 |
| ------ | ------ | ------ | ---- | ---- | ---- | ---- | ---- | ---- | ---- |
| 44     | 19     | 28     | 553  | 719  | 956  | 869  | 811  | 662  | 757  |

| 1920 | 1930 | 1940 | 1950 | 1960 | 1970 | 1981 | 1990 | 1992 | 1994 |
| ---- | ---- | ---- | ---- | ---- | ---- | ---- | ---- | ---- | ---- |
| 757  | 686  | 638  | 588  | 601  | 461  | 284  | 285  | 274  | 274  |

| 1996 | 1998 | 2000 | 2002 | 2004 | 2006 | 2008 | 2010 | 2012 | 2014 |
| ---- | ---- | ---- | ---- | ---- | ---- | ---- | ---- | ---- | ---- |
| 273  | 286  | 285  | 286  | 330  | 334  | 365  | 380  | 366  | 367  |

| 2016 | 2018 | 2020 | 2022 | 2024 | 2026 | 2028 | 2030 | 2032 | 2034 |
| ---- | ---- | ---- | ---- | ---- | ---- | ---- | ---- | ---- | ---- |
| 355  | 352  | 346  | 343  | 336  | -    | -    | -    | -    | -    |

Al fogatge del 1553, Liborsi declara un foc eclesiàstic i 10 de laics, uns 55 habitants.
Pascual Madoz dedica un article del seu Diccionario geográfico… a Llaborsí.
En el cens del 1857 Llaborsí apareix amb 956 habitants i 207 cèdules personals inscrites, repartides de la manera següent: Arestuy, 89 habitants i 18 cèdules personals; Aydí, 74 i 12; Bayasca, 236 i 39; Llavorsí, 328 i 72; Montcuarts, 103 i 37; Romadríu, 77 i 20, i San Romá de Tabescan ó Tabernolas, 49 i 9.

### Perímetre del terme municipal
Comença la descripció del perímetre del terme de Llavorsí a l'extrem nord del terme municipal de Llavorsí, a la Serra Plana, on es troben els termes municipals de Llavorsí, la Guingueta d'Àneu (antic terme d'Escaló) i Vall de Cardós (antic terme de Ribera de Cardós.
Termes municipals limítrofs:
| La Guingueta d'Àneu |           | Vall de Cardós                   |
| Rialp               |           | Tírvia Farrera                   |
| Rialp               | Soriguera | Les Valls d'Aguilar (Alt Urgell) |

#### Límit amb l'antic terme deRibera de Cardós(ara,Vall de Cardós)
Des de la Serra Plana, la línia de terme de Llavorsí segueix la direcció sud, enllaçant amb el Carbadiu Blanc, continuació cap a migdia de la Serra Plana, on gira un xic cap al sud-sud-est. Tot seguit, arriba a la Collada dels Malls (1.586,6 metres d'altitud) i al Roc dels Malls (1.615,4), on es troben els termes de Llavorsí, Ribera de Cardós (ara, Vall de Cardós) i Tírvia. Es tracta d'una distància de 1.570 metres de recorregut.

#### Límit ambTírvia
Del Roc dels Malls, el termenal arrenca cap al sud-oest per una carena fins a la Collada de la Bana, a 1.368 metres d'altitud. Gira cap al sud-est i de seguida puja al Pic de l'Orri, de 1.436,3, on torna a canviar de direcció. Ara altre cop cap al sud-oest, puja al Turó Alt, de 1.416,2, i continua cap a la Collada de les Falgueres, de 1.357,7. En aquesta collada emprèn cap al sud cap al cim de Vallalta, de 1.422,2, i torna a canviar de direcció. Ara cap al sud-est, baixa per un coster que forma una petita carena, directament fins a prop de la fita quilomètrica 1 de la carretera L-504, on baixa cap a la Noguera de Cardós, la travessa, i, a la dreta d'aquest riu, va a buscar el Barranc de Riberies, que fa de termenal. El segueix aigües amunt un tram d'uns 500 metres, fins a trobar el punt, a la llera del barranc, on es troben els termes de Llavorsí, Tírvia i Farrera.

#### Límit ambFarrera
Des del punt anterior, la línia de terme segueix un altre tram el Barranc de Riberies, deixant al sud-oest l'Obaga, fins que aquest barranc ha fet dues fortes giragonses. Tot seguit el termenal abandona el barranc i comença a pujar cap al sud-sud-est, en línia recta, cap al Pic de l'Espasa, de 1.530,8 metres d'altitud. Torna a girar, ara cap al sud, per la carena, i arriba de seguida al Roc Raset, de 1.798,4. En aquest lloc enllaça amb la meitat sud-oriental del Serrat de les Canals, seguint la direcció sud-est a partir d'aquest lloc. Segueix tot seguit el Serrat del Bosc, on hi ha els cims del Roc Roi (1.973,9) i del Cap de la Peguera (2.033,5). Continua de nou cap al sud, passa pel Coll de Serelles (1.971,4), i de primer cap al sud i després obrint-se cap al sud-est, puja al Pui d'Urdosa, de 2.226,1 metres d'altitud. D'aquest cim segueix la carena cap a migdia fins al sector de llevant de la Serra de Campirme fins que a l'extrem nord del Serrat de la Salador abandona la carena i cau de dret cap al Barranc de Font de Freixa, que segueix cap al sud, aigües avall fins que aquest barranc s'aboca en el riu de Santa Magdalena. És aquest riu el que marca el termenal, però per poc tros, ja que de seguida arriba al Toll de l'Olla, on es troben els termes de Llavorsí, Farrera i Montferrer i Castellbò (abans, Vila i Vall de Castellbò).

#### L'enclavament de Romadriu
L'enclavament de Romadriu és molt petit, a penes el poble i els seus voltants immediats. Al nord i est, limita amb el terme de Farrera, amb un arc còncau cap a ponent que deixa enfora, dins de Farrera, al nord-est la Devesa del Garriga i al sud, el Prat de l'Arenal.
A l'oest i sud, mitjançant el riu de Santa Magdalena, limita amb el de Montferrer i Castellbò, de la comarca de l'Alt Urgell, en terme que fou de la Vila i Vall de Castellbò.

#### Límit amb l'antic terme deVila i Vall de Castellbò(ara,Montferrer i Castellbò,Alt Urgell)
El termenal amb l'Alt Urgell és breu: des del Toll de l'Olla, la línia administrativa s'enfila cap al sud-sud-oest per un coster, carena contrafort nord del Bony del Raset, travessant pel mig el Bosc de les Obagues, passa pel Coll de Sant Joan, continua pujant i en arribar a la cota 1.700, a prop i al nord-oest de Sant Joan de l'Erm Vell, troba el punt de trobada dels termes municipals de Llavorsí, Montferrer i Castellbò (Vila i Vall de Castellbò, anteriorment) i Soriguera.

#### Límit amb el terme deSoriguera
Des del tritermenal suara descrit, la línia de terme, ara amb Llavorsí, gira cap a llevant, resseguint tot el vessant nord primer del Bony de la Socarrada i després de l'Eixida de Montenartró, aproximadament a la cota 2.100, per la Carretera de la Culla a l'Estació d'esquí de Port-Ainè. Va travessant les capçaleres de la Llau dels Tarterals, el Planell de la Socarrada, després del Barranc de les Fonts dels Pradets, tot seguit del Barranc de la Pega, fins a arribar a l'extrem nord del Bosc del Duc i al sud de l'Obaga de Montenartró. Poc després, a prop i al sud del Bony del Raset i del Raset, arriba a un petit coll on el termenal gira de sobte cap al nord. Segueix la carena dels Rasets, i continua sempre cap al nord, un bon tros, fins al nord del Coll de Sant Joan, a prop i al nord-oest de Sant Joan de l'Erm Vell. En aquest lloc es troben els termes de Soriguera, Llavorsí i Montferrer i Castellbò (antic terme de Pallerols del Cantó).

#### Límit amb el terme deRialp
Des d'aquest lloc, la línia de terme s'adreça ben recta cap al nord, i baixa per un coster deixant a llevant del Bosc d'Escobet, travessa el lloc de Reguerals i, fent alguna lleu girada a banda i banda seguint la carena, arriba al Planell del Roi. Continua cap al nord, deixant Montenartró a llevant i, sempre carena avall, arriba al Pla de Sant Pere. Sempre cap al nord i per la mateixa carena, girant lleument cap al nord-oest, el termenal baixa fins a trobar el riu de Santa Magdalena, a la Ribalera. Des d'aquest lloc la línia de terme segueix el riu cap a ponent, aigües avall, fent una gran girada, de primer cap al sud-oest, després cap al nord, deixant les Trulls i les Bordes de Vallespir al sud, més tard la Borda Llauret i el paratge de Vallespir a ponent i la Borda Patxó, el paratge de Magaró i els cims de la Moleta i el Mal Pas a llevant, i, més endavant, la Costa de la Sola de la Sabata i un altre Mal Pas a ponent, i les Malls a llevant. Tot seguit, el Riu de Santa Magdalena s'aboca en la Noguera Pallaresa en el lloc on el riu gira de nord-sud a est-oest, al sud i sota de les Roques de la Ruda i de Marguinelles. Des d'aquest lloc, el termenal segueix les aigües de la Noguera Pallaresa, deixa al nord les Rialeres i les Bordes de Vellànega, on hi havia hagut el monestir de Sant Pere de Vellànega, i, més enlairat, el poble de Sant Romà de Tavèrnoles. Passat aquest lloc es troba l'extrem sud-est del Serrat de Cabanerto, on es troben els termes de Rialb, Llavorsí i l'antic terme de Surp, ara fusionat amb el de Rialb.

#### Límit amb l'antic terme deSurp(ara,Rialp)
La línia de terme entre Surp, ara Rialp, i Llavorsí s'enfilava pel Serrat de Canaberto cap al nord-oest fins a enllaçar amb el Serrat de Jaumet, en la mateixa direcció. Sempre amunt cap al nord-oest, el termenal acaba d'arribar al cim del Tossal de Fontfreda. En aquest punt torç cap a ponent, seguint la carena del Serrat de Matanegra, passa pel Planell Gran i va cap al cim del Piflorit, on torna a girar, altre cop cap al nord-oest. Passa per Peralba, la Roca de la Piqueta, i, girant progressivament una mica més cap al nord, va cap al Coll del Cantó, el Serrat de la Quintó, deixant al nord-est el Bosc de Poleda i al sud-oest les Roques de la Bordeta i el Baser Blanc, i assoleix el cim del Tossal de Riuposa. Cada cop més adreçant-se al nord, el termenal segueix cap a Coll del Rat i el Serrat de Campmaior, fins que arriba al Cap de Campmaior, de 2.044,9 metres d'altitud, on es troben els termes municipals de Surp (Rialp), Llavorsí i Escaló (ara, la Guingueta d'Àneu).

#### Límit amb l'antic terme d'Escaló(ara,la Guingueta d'Àneu)
Des del Cap de Campmaior el termenal s'adreça ara cap al nord-est, per una carena en direcció a la Muntanya d'Escart (1.937 metres d'altitud màxima), deixant al sud-est tota la capçalera dels barrancs d'Encasi i de Cultius, els dos que formen el riu de Baiasca, i al nord tota la vall del riu d'Escart. El poble de Baiasca queda al sud-est d'aquesta carena. Superada la Muntanya d'Escart, el termenal va cap al Coll del Rit, a 1.818,8, moment en què la línia de terme, que venia formant un arc, ja té la direcció clarament cap a l'est. En aquesta direcció, però de forma irregular a causa del mateix traçat de la carena, puja a la Collada dels Alls (1.842,4), al Bony de Santa Bàrbara (1.914,7), i al Pui Agut (1.678,7), després de seguir el serrat d'Auressi. Continua baixant gradualment, sempre per la carena principal, cap al Pui Blanc (1.423,9), on el termenal torç cap al sud-est, i continua baixant per la carena principal cap a la Collada dels Rebolls (1.136,5), des d'on acaba de davallar cap al riu de Baiasca a uns 100 metres al sud-oest del seu aiguabarreig amb la Noguera Pallaresa. Aleshores travessa el riu de Baiasca i, en direcció sud, s'adreça per una carena cap al Turó de les Bruixes, de 1.207 metres d'altitud. En aquest turó gira en un angle de quasi 280º cap al nord-est, travessant les Blandes, fins a trobar la carretera C-13 en el punt quilomètric 146,225, després travessa la Noguera Pallaresa, i va a enfilar-se pel coster de la riba esquerra d'aquest riu, travessant la Rocassa i deixant el poble d'Aidí a llevant. En aquest tram el termenal segueix una línia recta traçada sobre el mapa, passa al nord de la Roca de Sant Antoni, va a buscar l'extrem nord-est de la Serra de la Badallola fins a arribar a la Serra Plana, on ha començat aquesta descripció.

#### La vila de Llavorsí
Les cases s'esglaonen en els forts pendents, centrades per la plaça de l'església, amb l'església parroquial de Santa Anna, característica de la vall, amb una nau i campanar de torre de base quadrada i cos vuitavat amb coberta piramidal, restaurada modernament. Al nord-oest de la vila hi ha les escasses restes de l'antiga capella romànica de Santa Eulàlia, així com les de la capella de Santa Llúcia. Al sud de la vila, al cim d'un turó, hi ha també les poques ruïnes de l'antic castell de Gilareny, construït amb lloses planes de llicorella, unides amb fang.
Les cases de la vila eren:
| - Casa Alfonset - Casa Antonet - Casa Asnurri - Casa Audet - Casa Barteló - Casa Baster - Casa Batista - Casa Bauret - Casa Berdié - Casa Bernat - Casa Bisbe - Casa Bolunya - Casa Cando - Casa Carrera - Casa Caterina - Casa Cinto | - Casa Coc - Casa la Colomina - Casa Cornet - Casa Ferrer - Casa Ferrer de Jan - Casa Ferrer de la Llet - Casa Ferrer del Camp - Casa Garreta - Casa Gori - Casa Goserans - Casa Guerrilla - Casa Guillem - Casa Josepeta - Casa Lafarga - Casa Llampant | - Casa Lluent - Casa Lluís - Casa Malena - Casa Mallol - Casa Mariano - Casa Mateu - Casa Minguet - Casa Mundeta - Casa Nadal - Casa Nervo - Casa Palau - Casa Peri - Casa Perifont - Casa Perotes - Casa Pistola | - Casa Poneta - Casa Pono - Casa Puent - La Rectoria - Casa Rei - Casa Rita - Casa Riu - Casa Roig - Casa Roseta del Lelo - Casa Sambola - Casa Sastre d'Antié - Casa Segalàs - Casa Sèrio - Casa Serret | - Casa Sorrilla - Casa Tarrambó - Casa Tina - Casa Toi - Casa Ton de Rei - Casa la Tura - Casa Txotxo - Casa Ventureta - Casa Viejo - Casa Viejo gros - Casa Viejo xic - Casa Voravic - Casa Xato - Casa Xona |

### Clima
El clima de Llavorsí és mediterrani pirinenc occidental, i és molt condicionat per l'orografia. L'estiu sol ser l'estació més plujosa, mentre que l'hivern és la més seca. Pel que fa a la temperatura, els hiverns són molt freds i els estius són suaus a les zones baixes i frescos a l'alta muntanya. La precipitació anual és de 673 mmm i la temperatura mitjana anual és de 10,5 °C.
| Dades climàtiques a Llavorsí                    | Dades climàtiques a Llavorsí | Dades climàtiques a Llavorsí | Dades climàtiques a Llavorsí | Dades climàtiques a Llavorsí | Dades climàtiques a Llavorsí | Dades climàtiques a Llavorsí | Dades climàtiques a Llavorsí | Dades climàtiques a Llavorsí | Dades climàtiques a Llavorsí | Dades climàtiques a Llavorsí | Dades climàtiques a Llavorsí | Dades climàtiques a Llavorsí | Dades climàtiques a Llavorsí |
| Mes                                             | gen                          | febr                         | març                         | abr                          | maig                         | juny                         | jul                          | ag                           | set                          | oct                          | nov                          | des                          | anual                        |
| ----------------------------------------------- | ---------------------------- | ---------------------------- | ---------------------------- | ---------------------------- | ---------------------------- | ---------------------------- | ---------------------------- | ---------------------------- | ---------------------------- | ---------------------------- | ---------------------------- | ---------------------------- | ---------------------------- |
| Màxima rècord °C (°F)                           | 22.0 (71.6)                  | 22.0 (71.6)                  | 27.0 (80.6)                  | 28.0 (82.4)                  | 32.0 (89.6)                  | 38.0 (100.4)                 | 39.0 (102.2)                 | 39.0 (102.2)                 | 38.0 (100.4)                 | 29.0 (84.2)                  | 25.0 (77)                    | 20.0 (68)                    | 39.0 (102.2)                 |
| Màxima mitjana °C (°F)                          | 8.6 (47.5)                   | 10.6 (51.1)                  | 13.4 (56.1)                  | 15.2 (59.4)                  | 19.7 (67.5)                  | 24.1 (75.4)                  | 28.5 (83.3)                  | 27.5 (81.5)                  | 24.2 (75.6)                  | 18.9 (66)                    | 12.8 (55)                    | 8.8 (47.8)                   | 17.7 (63.9)                  |
| Mitjana diària °C (°F)                          | 2.7 (36.9)                   | 4.1 (39.4)                   | 6.4 (43.5)                   | 8.7 (47.7)                   | 12.4 (54.3)                  | 16.2 (61.2)                  | 19.6 (67.3)                  | 19.1 (66.4)                  | 16.2 (61.2)                  | 11.5 (52.7)                  | 6.4 (43.5)                   | 3.0 (37.4)                   | 10.5 (50.9)                  |
| Mínima mitjana °C (°F)                          | −3.3 (26.1)                  | −2.3 (27.9)                  | −0.6 (30.9)                  | 2.2 (36)                     | 5.2 (41.4)                   | 8.3 (46.9)                   | 10.8 (51.4)                  | 10.7 (51.3)                  | 8.1 (46.6)                   | 4.2 (39.6)                   | 0.0 (32)                     | −2.8 (27)                    | 3.4 (38.1)                   |
| Mínima rècord °C (°F)                           | −15.0 (5)                    | −14.0 (6.8)                  | −11.0 (12.2)                 | −6.0 (21.2)                  | −3.0 (26.6)                  | 0.0 (32)                     | 4.0 (39.2)                   | 3.0 (37.4)                   | −2.0 (28.4)                  | −3.0 (26.6)                  | −10.0 (14)                   | −15.0 (5)                    | −15.0 (5)                    |
| Precipitació mitjana mm (polzades)              | 45.9 (1.807)                 | 38.7 (1.524)                 | 37.1 (1.461)                 | 64.7 (2.547)                 | 70.8 (2.787)                 | 71.7 (2.823)                 | 63.2 (2.488)                 | 65.7 (2.587)                 | 52.4 (2.063)                 | 46.9 (1.846)                 | 64.4 (2.535)                 | 51.7 (2.035)                 | 673.2 (26.504)               |
| Mitjana de dies de precipitació                 | 6.5                          | 6.7                          | 6.5                          | 8.8                          | 10.2                         | 9.3                          | 6.6                          | 7.0                          | 6.3                          | 6.8                          | 7.1                          | 6.9                          | 88.7                         |
| Mitjana de dies de gelada                       | 27.0                         | 22.8                         | 20.3                         | 9.0                          | 1.7                          | 0.1                          | 0.0                          | 0.0                          | 0.1                          | 4.9                          | 17.7                         | 26.2                         | 129.8                        |
| Font: meteocat.cat (climatologia per comarques) |                              |                              |                              |                              |                              |                              |                              |                              |                              |                              |                              |                              |                              |

## Història
La jurisdicció dels distints llocs que formen el municipi de Llavorsí no fou homogènia. Llavorsí, esmentat el 1163 en unes donacions al monestir de Gerri, el pròxim castell de Gilareny (darrer reducte del comtat del Pallars), mencionat ja el 1076 i que tingué un paper defensiu important al llarg de l'edat mitjana a l'entrada de la Vall d'Àneu i de les valls de Cardós i Ferrera, i el poble d'Aidí formaren part dels dominis dels comtes de Pallars, que passaren a la fi del XV als ducs de Cardona i marquesos de Pallars fins a l'acabament de l'Antic Règim.
Arestui i Baiasca apareixen des del XIII, amb Biuse, retinguts per Roger Bernat III de Foix, vescomte de Castellbò, i més endavant, quan Joan I de Foix adquirí Rialb i la Vall d'Àssua, passaren als dominis dels Foix-Castellbò dins el quarter de Rialp; quan la corona recuperà els dominis dels Foix a Catalunya (1548), aquests llocs esdevingueren reialencs. Montenartró, esmentat en l'acta de consagració de la catedral d'Urgell, datada el 819, com Romadriu, formà part del vescomtat de Vilamur, però Romadriu, malgrat la proximitat, fou reialenc. Finalment, Sant Romà de Tavèrnoles (amb el monestir de Vellanega) fou possessió del poderós monestir de Sant Serni de Tavèrnoles, i quan aquest s'extingí (1592) passà amb molts altres béns al domini del Seminari de la Seu d'Urgell, que el mantenia a la fi de l'Antic Règim.
A Llavorsí existí una farga, l'emplaçament de la qual no és conegut. Tot i això, el 1996, en les obres de remodelació d'una casa del poble, aparegué un mall dels de treballar peces de ferro molt pesades. El mall trobat, concretament la peça de ferro de l'extrem del martinet, feia 670 quilos de pes, amb una llargària de més d'un metre. Es tracta, sens dubte, del testimoni de la farga desapareguda.

El 1985, a la rodalia de Llavorsí (Pallars Sobirà) es va localitzar un conjunt de 148 peces de bronze. L'agrupació està formada per objectes d'ornament: braçalets, botons, plaques de cinturó; destrals i armes, un fragment  d'espasa,  una placa d'armadura i una peça de guarniment per a cavalls. Aquests objectes es podien situar cronològicament al pas dels del segle viii aC al segle vii aC
La troballa va ser feta per un col·leccionista de material bèl·lic resseguint la serra amb un detector de metalls, amb la finalitat de recuperar les restes d'armament de la Guerra Civil que es troben escampades per la zona. Hem de dir que el lloc està ple de trinxeres, fil-ferrades, metralla i bales pertanyents a aquest conflicte. Segons l'autor de la troballa sembla que algun d'aquests objectes afloraven a la superfície i el conjunt ocupava un espai molt reduït entre mig de les pedres. La localització del conjunt semblava respondre a un amagatall intencionat, ja que el bronze era a la prehistòria un material escàs i cotitzat, susceptible de ser fos i reaprofitat contínuament .
La gran majoria dels objectes d'ornament, botons, braçalets i plaques de cinturó presenten una elaborada decoració incisa que consisteix en la combinació de motius geomètrics, motius d'espina de peix, zigues-zagues, línies i acanalats. Aquestes decoracions també es troben en altres objectes de bronze de dipòsits similars als de Llavorsí,  del nord-Est de França propers als Alps, sobretot amb el dipòsit de Larnaud (Jura), la qual cosa permet donar un origen Alpí al conjunt de Llavorsí.
El que desconeixem és perquè es diposita el conjunt en un indret solitari, sense cap traça d'ocupació humana coneguda d'aquell moment històric, ni poblat, ni necròpolis. Els arqueòlegs interpreten que es podria tractar d'un conjunt d'objectes fora d'ús, portats per metal·lúrgics ambulants i, per tant, destinats a la fosa o portats per comerciants per a ésser utilitzat per a l'intercanvi. Tant en un cas com en l'altra creuen que la seva destinació darrera seria la fosa. Queda clara també que la presencia d'aquest dipòsit en el curs del riu Noguera Pallaresa, ens pot indicar la importància d'aquest riu com a via de comunicació entre Catalunya i França ja a la prehistòria.
Els 148 objectes de què consta el dipòsit de Llavorsí fan que actualment sigui el més important de Catalunya. Aporta com a novetat l'àmplia varietat de categories i tipus d'objectes, alguns desconeguts al país i fins i tot a les àrees pròximes del sud de frança, lloc on la trobada de dipòsits de bronze és un fenomen més corrent. El ventall cronològic que ens donen els materials és bastant ampli, encara que hi ha tot un grup d'objectes que tenen una cronologia molt uniforme. Com a elements més antics de conjunt podem assenyalar els braçalets en espiral i la cnèmide, del Bronze Mitjà i començament de Bronze Final. Les destrals d'aletes subterminals se situen entre el Bronze Final II i el III, cronologia que s'ha de donar a tota la sèrie de braçalets de seccions plano-biconvexa, plano-convexa i circular. Hi ha tot un ampli grup d'objectes com són les destrals d'aletes terminals, la fulla d'espasa, les plaques de cinturó, els braçalets plansamb costats ressaltats i extrems engrossits, el braçalet amb nervi longitudinali extrem engrossit, els botons, les cocardes i amb tota seguretat el fragment de placa circular, que poden datar-se al Bronze Final III. L'origen de bona part dels materials s'ha de situar a la zona centre-est de França, als dipòsits de tipus larnaudià. Això ens marca un itinerari bastant clar de per on es desplaçà el portador o portadors d'aquests bronzes. El Conjunt arriba a Catalunya en una data que cal situar entre el final del VIII aC i el començament del VII aC. La deposició il·lustraria els desplaçament de grups cap al sud, seguint les vies de comunicació obertes pel rius Segre, Noguera Pallaresa i Noguera Ribagorçana, en el moment de màxim desenvolupament de la metal·lúrgia del bronze a Europa. El caràcter generalitzat de les ocultacions porta a no descartar cap hipòtesi a l'hora d'explicar el perquè es produïren (reserves econòmiques d'una comunitat en trànsit, ferralla de fonedor ambulant, també podria tractar-se de reserves econòmiques en moments de crisis generalitzades, o poden ser causa de la demanda de fenicis i grecs de l'estany i els bronzes necessaris per a les seves foneries, sense oblidar els dipòsits votius oferts a alguna divinitat protectora. 148 objectes de bronze. Els materials són els següents: - 1 fragment de fulla d'espasa (núm.Inv. 135)- 1 cnèmide o gambera (núm. Inv- 55)- 9 destrals d'aletes (núms. Inv. 136, 138, 139, 141d'aletes subterminals) (núms. 137, 140, 142,143,144 d'aletes terminals)- 4 plaques de cinturó (núm. Inv. 56, 57, 58, 60)- 77 braçalets de diferents tipus: braçalets en espiral, braçalets plans de costats ressaltats i extrems engrossits, braçalet obert amb nervi longitudinal i extrems engrossits, braçalet de secció plano-còncava, braçalets de secció plano-biconvexa, braçalets de secció plano-convexa, braçalet de secció circular.(núms inv.)- 52 botons circulars amb anella del tipus: (del núm. 3 al 21 botó circular amb anella; de forma troncocònica del Núm. 22 a 33; de forma de casquet d'esfera del núm, 34 a 44; de forma cònica amb vèrtex arrodonit: núm. 45; de forma forma de casquet d'esfera: núm. 46,47,48; botó pla amb anella: Núm. 51; forma de casquet d'esfera amb anella ressaltada i decoració de 5 motllures concèntriques:núm. 52) - 2 cocardes planes amb anella (núm. 49, 50) (peça de subjecció de les diferents corretges de la part superior de l'arnès del cavall)- 1 fragment de placa circular (núm. 59)- 1 resta de fosa (núm. 145)
Número de registreMHC271

## Ajuntament

### Alcaldes
- Joan Rey (1898)
- Pere Martell i Cadena (accidental, 1898)
- Manuel Puyo i Rabasa (1898 - 1899)
- Mario Segalàs Iglesias (1952-1967)
- Lluís Segalàs i Sala (1979 - 1983)
- Jaume Gaset i Gallart (1983 - 1991)
- Lluís Segalàs i Sala (1991 - 2008)
- Joan Ordi i Gomà (2008 - 2011)
- Anna Panisello i Mas (2011 - 2015)
- Josep Mª Vidal i Bringué (2015 - actualitat)

### Regidors
Des de la instauració de les eleccions municipals democràtiques, el 1979, han estat regidors de Llavorsí les persones següents: Genar Amadó Lledós, Josep Maria Casals Bringué, Josep Ramon Caselles Andorra, Jaume Catarina Ramon, Enric Cervós i Portella, Magí Cervós Portella, Beatriz de Lamoga Golkorew, Dionís Farrera Balaña, Montserrat Garcia Martín, Jaume Gaset Gallart, Josep Gasià Gabernet, Sebastià Illa Alibés, Manuel Irimia López, Manuel Irimia Sarrat, Severo Lamoga Balaña, Manuel Marquès Solé, Maria Rosa Mauri Espot, Joan Micas Torra, Joan Ordi Gomà, Anna Maria Palau Vila, Anna Panisello Mas, Josep Pau Ros, Jaume Peró Portella, Jaume Pinós Ros, Joan Carles Rabaneda Caselles, Manuel Ricou Puyo, Josep Ripoll Gasia, Immaculada Rubio Escoda, Francesca Sanz Alonso, Anselm Segalàs Sala, Lluís Segalàs Sala, Jordi Solé Ferrer, Ramon Solé Sarrat, Sever Solé Vidal, Josep Trujillo Conde, Josep Vidal Bringué, Eva Suils Frade, Jordi Fillet Carrera, Marc Barrufet Grau, Montse Garcia Martín i Conxi Lozano López

### Legislatura 2015 - 2020
| Candidatura | Candidatura   | Cap de llista          | Vots | Regidors | % vots |
| ----------- | ------------- | ---------------------- | ---- | -------- | ------ |
|             | FM-VLL-ERC-AM | Josep Mª Vidal Bringué | 203  | 6        | 79,30  |
| Total       | Total         | 256                    | 256  | 7        |        |

- Josep Mª Vidal Bringuè (FM-VLL-ERC-AM), Alcalde, responsable de les àrees: Economia i Hisenda, Obres, Manteniment i Serveis, SMDELL, SL
- Eva Suils Frade (FM-VLL-ERC-AM), 1ª Tinenta d'Alcalde. Àrees: Transparència, Cultura, Protecció de Dades, Xarxes Social i Noves Tecnologies de la Informació i la Comunicació
- Jordi Fillet Carrera (FM-VLL-ERC-AM), 2n. Tinent d'Alcalde. Àrees: Urbanisme, Nuclis agregats, Medi Ambient, Agricultura, Boscos, Projectes ús biomassa forestal. Transparència i Tecnologies de la informació i la comunicació
- Marc Barrufet Grau (FM-VLL-ERC-AM), Regidor. Àrees: Turisme i Esports
- Montse Garcia Martín (FM-VLL-ERC-AM), Regidora. Àrees: Educació
- Conxita Lozano López (FM-VLL-ERC-AM), Regidora. Àrees Sanitat i Benestar Social
- Joan Ordi Gomà (JxCat), Regidor.

Llavorsí, a més, compta amb tres entitats municipals descentralitzades, cadascuna amb la seva figura de President de l'EMD. Són Arestui (President, Jesús García Fuentes), Baiasca (Jordi Fillet i Carrera) i Montenartró (Josep Ramon Ubach i Jordana).

## Esdeveniments
- 2n diumenge de maig- Aplec de la Mare de Déu de Biuse
- 26 de juliol (santa Anna), Festa Major.
- 3r diumenge d'agost, Concurs de Gossos d'Atura i Fira de l'Ovella.

## Turisme
Llavorsí és un dels pobles pallaresos amb tradició d'acolliment turístic. La vila de Llavorsí va ser, a principis dels anys 90, el bressol del ràfting a escala europea. Les aigües braves de la Noguera Pallaresa són ideals per a la pràctica d'aquest esport. En aquests moments empreses d'esports d'aventura baixen pel riu milers de visitants que volen conèixer els atractius del riu i del seu entorn.